# نهرخلج
نهرخلج (بالفارسية: نهرخلج) هي قرية تقع في قسم ورزق الريفي في إيران. يقدر عدد سكانها بـ 2,584 نسمة .